# 田野畑石
田野畑石（たのはたせき、 Tanohataite）は、2012年に発表された日本産新鉱物で、東北大学の鉱物学者長瀬敏郎などにより、岩手県の田野畑鉱山で発見された。化学組成はLiMn2Si3O8(OH)で、三斜晶系。珪灰石グループに属し、セラン石のNaのLi置換体に相当する。発見された鉱山名に因んで命名された。